# 全国高中学生化学竞赛泄题事件
全国高中学生化学竞赛泄题事件是指2011年9月11日进行的全国高中学生化学竞赛（省级赛区）由于四川省眉山市考点的洪雅中学违规提前考试导致试题泄漏，影响全国参赛学生的事件。

## 起源
9月8日19:00～22:00，四川洪雅中学擅自提前进行这项考试。考试期间，该校一学生在百度化学吧和化学竞赛吧向网友求助试题答案，并声称提前进行了9月11日考试当时网友普遍不相信有学校提前考试，并有人进行了解答。这些题后来被发现除个别输入错误外，几乎与正式考题一模一样。事发后，这两个访问量达数万的帖子先后被百度删除。

## 发展
9月11日12:00，全国高中学生化学竞赛（省级赛区）考试结束后，百度化学吧和化学竞赛吧出现大量抗议泄题的帖子。
9月15日，中国化学会在其官方网站上发布如下处理决定：

竞赛的后续工作按原计划进行；在网上被泄漏的试题无效，其分值不计入总分；取消该考场考生的考试成绩。
此后，网络上要求重考的声音不断，但中国化学会始终没有回应。